# Taeniaptera simillima
Taeniaptera simillima är en tvåvingeart som beskrevs av Friedrich Georg Hendel 1922. Taeniaptera simillima ingår i släktet Taeniaptera och familjen skridflugor. Inga underarter finns listade i Catalogue of Life.